# 伊贝尔鳄属
伊貝爾鱷（學名：Iberosuchus）意為「伊比利半島鱷魚」，是已滅絕中真鱷類的一屬，屬於西貝鱷科，生存於始新世的西歐。
伊貝爾鱷是在1975年由M.T. Antunes命名，化石發現於葡萄牙。模式種是長齒伊貝爾鱷（I. macrodon）。在1988年，由Robert Carroll重新分類於波羅鱷科。在1996年，F. Ortega等人將鋸鱷的部份化石，改歸類於伊貝爾鱷，使伊貝爾鱷的生存區域擴大到法國；但F. Ortega等人將化石歸類於伊貝爾鱷屬，沒有歸類到任何種。伊貝爾鱷是種陸生的肉食性動物，與現今的鱷魚不同。